# Old Sarum
Old Sarum er navnet på den ældste bosættelse i byen Salisbury i England. På stedet er der fundet rester af menneskelig beboelse fra så tidligt som 3000 f.kr. Old Sarum er nævnt i nogle af de tidligste bevarede skriftlige kilder i England. Bebyggelsen findes på toppen af en bakke ved navn Sarum, der befinder sig ca. 3 km nord for centrum af det nuværende Salisbury.
På området var bygget en katedral under Normannerne, men den blev revet ned i 1219 til fordel for den nye Salisbury Cathedral.
Fra Edvard 2.s regeringstid, var to medlemmer af House of Commons valgt i Old Sarum. Dette fortsatte på trods af, at der fra det 17. århundrede ikke var fastboende vælgere i byen. I 1831 var der elleve vælgere, der alle var jordejere med bopæl andre steder. Dette gjorde Old Sarum til et af de mest berygtede rotten borough. Den engelske parlamentsreform i 1832 nedlagde Old Sarum som valgkreds.
English Heritage ejer i dag området, som er åbent for offentligheden.